# Wesmaelius kaszabi
Wesmaelius kaszabi là một loài côn trùng trong họ Hemerobiidae thuộc bộ Neuroptera. Loài này được Steinmann miêu tả năm 1965.